# Etoumbi
Etoumbi és un poble de la regió de Cuvette-Ouest al nord-oest del Congo.
Hi va haver quatre epidèmies del virus d'Ebola a la zona. Es creu que l'epidèmia es va estendre amb la carn procedent de la selva. El 2003, 120 persones van morir amb el virus d'Ebola. El 2005, hi va haver una altra epidèmia i van posar el poble en quarantena.